# Obernzenner See
Der Obernzenner See ist ein ca. 14 ha großer, künstlich angelegter See im Markt Obernzenn im mittelfränkischen Landkreis Neustadt an der Aisch-Bad Windsheim.
Der See liegt am westlichen Rand von Obernzenn. In ihn fließt die Zenn ein, die unterhalb des Staudammes wieder austritt. Das Mölbenbächl und der Eisenbach entwässern ebenfalls in den See auf dessen Grund auch einige Quellen austreten.
Der Obernzenner See wurde in den Jahren 1978 bis 1981 im Rahmen der Flurbereinigung als Hochwasserrückhalt angelegt. Dabei wurde im Nordosten ein Damm errichtet, auf den übrigen Seiten wird er durch die natürliche Topografie begrenzt.
Neben seinem Hauptzweck wird der See zum Baden und als Freizeitanlage genutzt. Auf dem 34 ha großen Gelände gibt es Gelegenheit unter anderem zum Segeln, Surfen und Angeln. Es gibt eine Wasserrutschbahn, einen Spielplatz, eine Tischtennisanlage, ein Volleyballfeld und ein Strandcafé. Etwas südlich liegt ein Campingplatz.

## Einzelnachweise

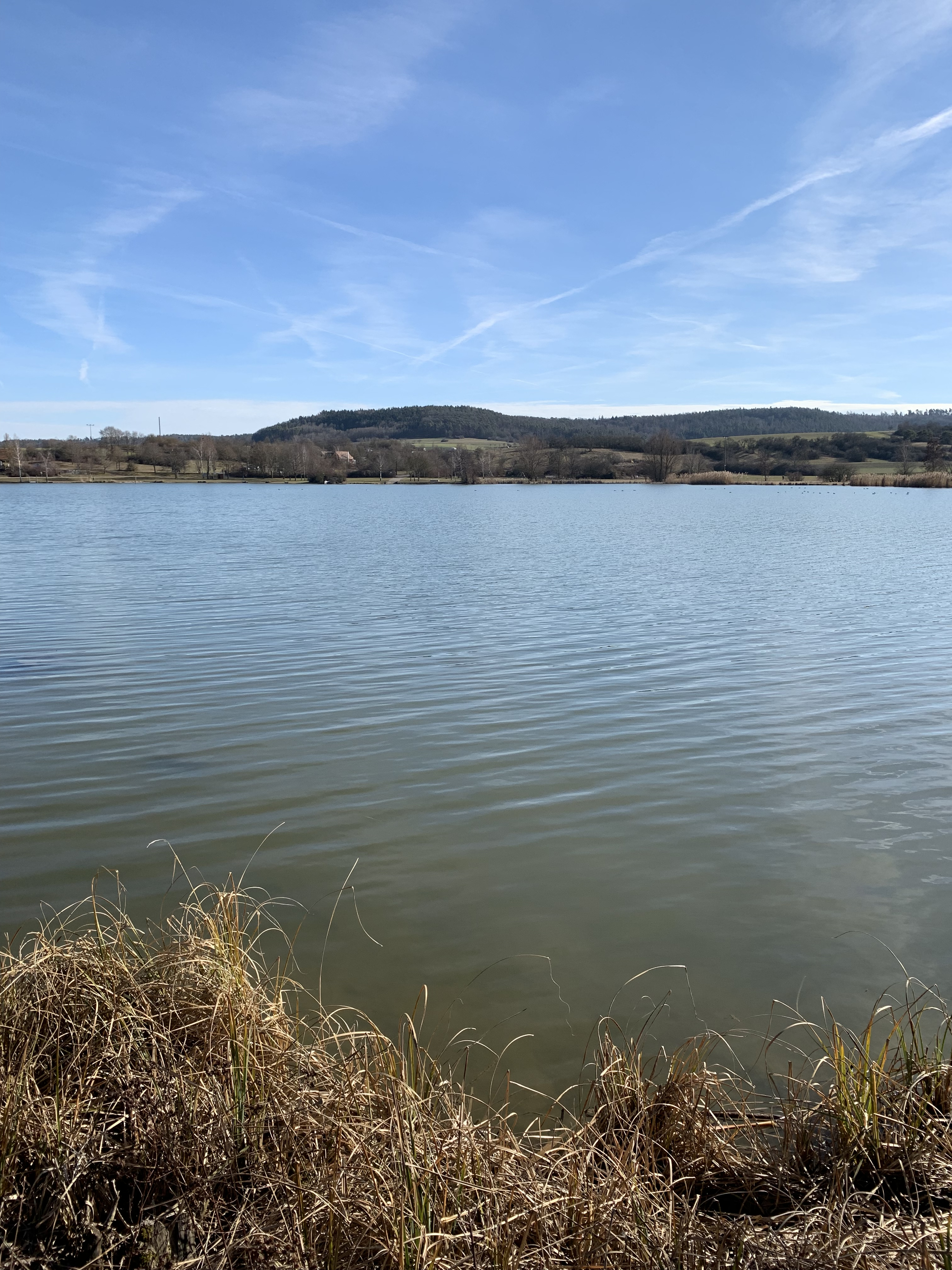
Obernzenner See mit Blick Richtung Badegelände

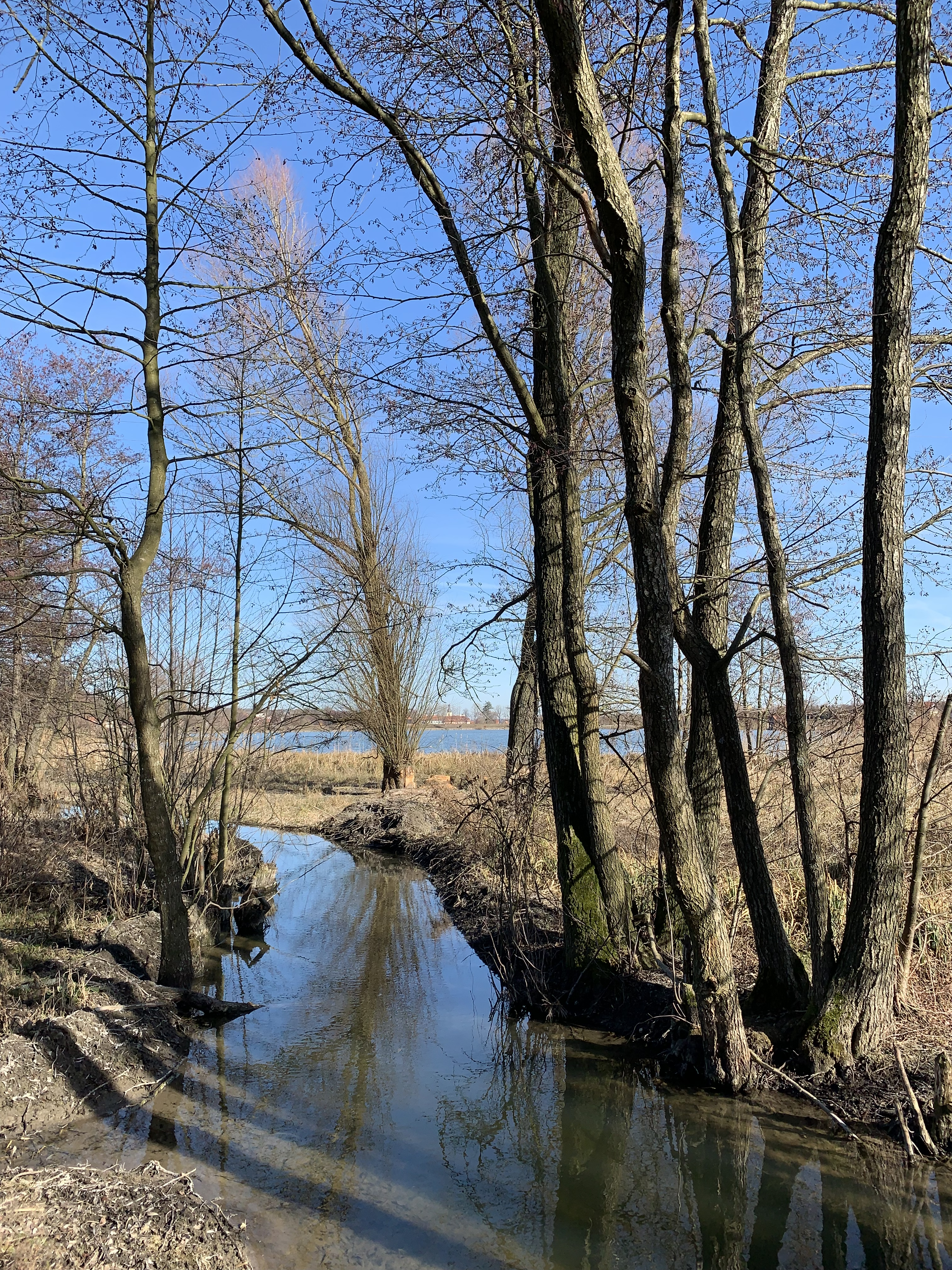
Die Zenn kurz vor ihrem Eintritt in den Obernzenner See